# Gnidia goetzeana
Gnidia goetzeana är en tibastväxtart som beskrevs av Ernest Friedrich Gilg. Gnidia goetzeana ingår i släktet Gnidia och familjen tibastväxter. Inga underarter finns listade i Catalogue of Life.